# Драган Костић (сликар)
Драган Костић (Прокупље, 25. фебруар 1933 — Ниш, 18. фебруар 2016) био је српски сликар, професор и директор Уметничке школе Ђорђе Крстић у Нишу. 

## Биографија
Драган Костић се по завршетку основне школе у Нишу уписао на фирмописачки занат код мајстора Пешића, a убрзо потом уписује Уметничку школу Ђорђе Крстић у Нишу. 1955. уписао је Академију ликовних уметности у Београду, где је 1960. дипломирао у класи професора Зорана Петровића. Магистрирао је 1962. у класи професора Недељка Гвозденовића. 1961. почиње да се бави педагошким радом као професор у Уметничкој школи Ђорђе Крстић у Нишу. 1979. Именован је за директора Галерије савремене уметности Ниш. 1983. Именован за директора Уметничке школе Ђорђе Крстић у Нишу.

## Награде
- 1956. Награда за цртеж Академије ликовних уметности Београд;
- 1957. II награда за графику на Смотри студената ликовних академија Југославије, Шабац;
- 1965. Откупна награда на излобжи Октобарског салона - Савски венац, Београд;
- 1965. II награда Ликовне колоније Сићево 65, Ниш;
- 1965. Награда 14. октобар за сликарство, Ниш;
- 1968. I награда Ликовне колоније Сићево 68, Ниш.

## Самосталне изложбе
- 1965. Ниш, Народни музеј, Уметнички павиљон;
- 1975. Београд, Галерија УЛУС-а (са Зорицом Костић);
- 1977. Ниш, Галерија СЛУ, Павиљон у Тврђави (са Зорицом Костић);
- 1984. Луцерн, Швајцарска (са Момчилом Митићем);
- 1984. Арау, Швајцарска (са Момчилом Митићем);
- 1997. Gallery Libethra, Катерини, Грчка;
- 1999. Ниш, Изложбена сала Универзитета у Нишу (са Мирославом Анђелковићем).

## Групне изложбе
- 1961. Излаже са ликовним уметницима Ниша и члановима УЛУС-а;
- 1963. Изложба УЛУС-а, и ликовних уметника Ниша галерија Народног музеја Ниш. Трибина Ликовне колоније - Сићево 1963,
- 1964. Излаже са групом Четворице у Загребу (Радомир Антић, Драган Костић, Мирољуб Ђорђевић, Мирољуб Алексић);
- 1965. Октобарски салон у Београду;
- 1965. Ликовна колонија - Сићево 65, Ниш,
- 1966. Октобарски салон у Београду;
- 1967. Октобарски салон у Београду,
- 1967. Ниш 67, Уметничка галерија Ниш;
- 1968. Учесник Ликовне колоније - Сићево 1968;
- 1969. Излаже у Њукаслу и Бирмингему са групом нишких уметника (Драган и Зорица Костић, Радомир Антић, Мирољуб Алексић, Мирољуб Ђорђевић, Томислав Петровић);
- 1971. Нишки уметници, Изложбени павиљон у Тврђави, Ниш;
- 1971. Нишки уметници, Галерија Културног центра, Београд;
- 1972. Октобарски салон у Београду;
- 1973. Ликовни уметници Ниша 73, Галерија савремене ликовне уметности;
- 1973. Сићево 64-73, Избор радова из Фонда Галерије савремене ликовне уметности Ниш, као откуп или поклон учесника Колоније, Павиљон у Тврђави;
- 1973. Ликовни уметници Ниша, Крагујевац и Крушевац;
- 1974. Ликовна сарадња између Ниша и Приштине - нишки уметници излажу у Приштини,
- 1974. Дом ЈНА у Крушевцу, Галерија Народног музеја;
- 1974. Избор из Фонда Галерије савремене ликовне уметности у Нишу, слике и скулптуре, Павиљон у Тврђави;
- 1975. Излаже са групом нишких уметника (Зорица Костић, Мирољуб Алексић, Радомир Антић, Мирослав и Миодраг Анђелковић, Столе Стојковић, Момчило Митић ...) и члановима Симфониског оркестра Ниш, у Крајови у Румунији у оквиру културне размене;
- 1975. Ликовни уметници Ниша 75, Галерија СЛУ Ниш, Павиљон;
- 1976. Ликовни уметници Ниша 76, Народни музеј Ниш, Павиљон;
- 1976. Ликовни уметници Ниша 76, Уметничка галерија у Крушевцу;
- 1976. Пејзажи сићевачке клисуре из Фонда Галерије савремене ликовне уметности Ниш, Алексинац;
- 1978. Ликовни уметници Ниша 78, Народни музеј Ниш;
- 1982. Нишки и швајцарски уметници у Луцерну, у организацији Галерије СЛУ Ниш и Фондације др. Душан Пајић;
- 1988. Уметници Ниша из Фонда Галерије савремене ликовне уметности Ниш,
- 1988. Галерија Сопоћанска виђења, Нови Пазар;
- 1988. Дела из Фонда ГСЛУ Ниш, Галерија Дома културе, Лесковац;
- 1989. Мајска изложба друштва ликовних уметника Ниша чланова УЛУС-а, Галерија савремне ликовне уметности Ниш;
- 1989. Нишки уметници, Изложбена сала Друштва бугарских уметника, Велико Трново, Бугарска;
- 1989. Шест професора уметничке школе (Момчило Митић, Драган Костић, Ђуро Радоњић, Славица Ердељановић Цурк и Зоран Костић), галерија УЛУМ-а у Скопљу;
- 1990. Шест професора уметничке школе (Момчило Митић, Драган Костић, Ђуро Радоњић, Славица Ердељановић Цурк и Зоран Костић), Павиљон у Тврђави, Ниш;
- 1990. Народне новине Ниш, хуманитарна аукција слика професора Уметничке школе Ђорђе Крстић, за помоћ породицама настрадалих рудара;
- 1990. Дела из Фонда Галерије савремене ликовне уметности Ниш, Галерија Музеја понишавља у Пироту;
- 1993. Професори уметничке школе Ђорђе Крстић Ниш – Јубилеј школе;
- 1994. Награда Classic, на изложби Ликовне колоније - Classic, Галерија Србија, Ниш;
- 1994. Пролећна изложба ликовних уметника Ниша;
- 1995. Ликовна колонија - Classic, Галерија Србија, Ниш;
- 1996. Ликовна колонија - Classic, Галерија Србија, Ниш;
- 1996. Из Фонда Галерије савремене ликовне уметности Ниш – Нишки уметници, Између визуелности и метафизике, Павиљон у Тврђави, Галерија Србија, Ниш;
- 2001. Из Фонда Галерије савремене ликовне уметности Ниш, поводом изложбе Дани Ниша у Београду, Хотел Југославија;
- 2003. Српско сликарство 1970 – 2002, из Фонда ликовне колоније Сићево, међународна сарадња, Софија – Галерија Шипка;
- 2004. Збирка ликовних уметника Ниша из Фонда Галерије савремене ликовне уметности Ниш, Галерија Србија;
- 2010. Уметничка дела из фонда Галерије савремене ликовне уметности Ниш поводом 40 година постојања Галерије, Галерија Србија и Галерија Синагога;
- 2012. Различито у истом (Мотиви Сићева у Фонду Галерије Савремене ликовне уметности Ниш), Музеј града Београда, Конак Кнегиње Љубице;
- 2013. Различито у истом (Мотиви Сићева из Фонда Галерије савремене ликовне уметности Ниш), Чачак;
- 2014. Из Фонда Ликовне колоније Сићево, поводом 50 година редовног одржавања Колоније, Галерија савремене ликовне уметности Ниш;
- 2016. Пејзажи из збирке Ликовних уметника Ниша, Фонд Галерије савремене ликовне уметности Ниш, Галерија Чедомир Крстић, Пирот.

## Уметничко дело
Драган Костић је током свог уметничког пута претежно био концентрисан на сликарство, дотицао се и цртежа као самосталне дисциплине, графике па чак и керамике. На почетку каријере сликао је попут енформелиста уз уношење несликарских материјала у организам слике. Понекад је то песак, комади дрвета, канап и слично. Колорит слика му је скоро ахроматски са понеким зеленим акцентом. Задњих неколико деценија Драганова палета је осветљена. Свечано звуче судари комплементарних оранжа и плаве, љубичасте и жуте. У тај колористички бескрај сликар смешта Јупитера на престолу и Константинову главу. Понекад се обраћа и илуминираним средњевековним рукописима за повод својих слика.